# Паровий будинок. Подорож Північною Індією
«Паровий будинок» (фр. La Maison à vapeur) — науково-фантастичний роман французького письменника Жуля Верна, що входить до циклу «Незвичайні подорожі». Написаний 1880 року.
Троє англійських джентльменів і француз вирушили у подорож Північною Індією за допомогою дивовижного «Парового будинку» — видатного творіння інженерної думки.

## Сюжет
Влітку 1866 року в Аурангабаді, Індія, британський колоніальний уряд оголошує винагороду за голову Нана Сахіба. Злочинець, переодягнений у мудреця, вистежує та вбиває чоловіка, який стверджує, що знає обличчя Нана Сахіба. Вночі Нана Сахіб тікає з Аурангабада, взявши свого брата Бала Рао та послідовників до гір Віндхіянчал.
Нана Сахіб разом зі своїм братом і послідовниками ховається в різних невеликих фортецях. Бала Рао, зовні надзвичайно схожий на брата, дізнається від місцевих жителів, що ніхто, крім місцевих розбійників, повстанців і божевільної жінки, не знає про місце їхнього останнього сховку. Нана Сахіб починає підпільний рух і таємно відвідує місцевих вождів, щоб схилити їх до повстання проти британців.
Тим часом у Калькутті група європейців планує подорож Індією. Група складається з Бенкса, інженера залізниці; Моклера, французького авантюриста й оповідача більшої частини історії; капітана Гуда, мисливця, і полковника у відставці сера Едварда Мунро, чий мотив приєднання до цієї експедиції — знайти та вбити Нана Сахіба, щоб помститися за дружину, яка нібито загинула під час різанини в Каунпорі.
Бенкс представляє винайдену ним машину, механічного слона, що працює на паровому двигуні, тягнучи два комфортабельні екіпажі з усіма вигодами будинку XIX століття. Машина може ходити по суші та плисти через річки за допомогою вбудованих гребних коліс. Парового слона звуть Бегемот, а екіпажі звуться «Паровим будинком». Перший екіпаж використовується джентльменами, а другий призначений для їхніх слуг. Експедиція вирушає з Калькутти і подорожує через Чанданнагар, Бурдаван, Патну і Чітру та Гаю. По дорозі в Банарас шлях перепиняють фанатики-індуїсти, які вважають «Паровий будинок» колісницею свого божества. Їх відлякують, спрямувавши на натовп відпрацьовану пару. У Банарасі Бенкс і Моклер помічають людину, яка шпигує за ними, але вирішують не розповідати про це полковнику. З Банараса вони їдуть до Аллахабада, де дізнаються, що Нана Сахіб оголошений мертвим. Полковник Манро шокований цією новиною, оскільки хотів помститися особисто. На прохання Мунро мандрівники вирушають далі через Канпур, де емоційний полковник відвідує свій старий будинок і колодязь, який нібито є могилою йог дружини та інших жертв різанини. Група вирішує вирушити в подорож на північ, де під час сезону мусонів зручно полювати. По дорозі до Тераї вони перемагають трьох слонів зарозумілого гуджаратського принца в змаганні з Бегемотом. Біля Тераї вони потрапляють у сильну грозу. Нана Сахіб зустрічається зі свої шпигуном Калаґні й наказує йому завести «Паровий будинок» у пастку. та пізніше зловмисники потрапляють у засідку британських військ, яких мимоволі скерувала божевільна.
Мешканці «Парового будинку» рятують Матіаса Ван Гітта, постачальника тварин, із його власної пастки. Через напад диких звірів він втрачає своїх буйволів і клітки з тваринами доводиться тягнути паровому слону до найближчої залізничної станції. Головні герої наймають Калаґні як провідника та прямують до Бомбею через Центральну Індію. Під час подорожі джунглями вони зустрічають зграю мавп і караван для перевезення зерна. Калаґні зустрічає старого знайомого в каравані і потай балакає з ним. На шляху до Джабалпура в джунглях вони загнані в кут стадом слонів, що призводить до втрати другого екіпажу разом з припасами. Щоб втекти від стада, Бенкс скеровує «Паровий будинок» до озера Путурія. Машина опиняється в воді, де некеровано дрейфує.
Калаґні добровільно викликається поплисти на берег аби знайти допомогу. Полковник Мунро, підозрюючи його в зраді, посилає слідом свого слугу Ґотімі. Калаґні зустрічає Нассіма, послідовника Нани, і намагається напасти на Ґотімі, який швидко тікає. Зранку «Паровий будинок» прибиває до берега. Коли герої виходять на сушу, на них нападає група на чолі з Калаґні та Нассімом, які викрадають полковника Мунро, залишаючи інших зв'язаними. Полковника Мунро доставляють у покинутий форт, де з'являється Нана Сахіб і розкриває істину за чутками про його смерть. Насправді загиблим був його брат Бала Рао. Нана Сахіб виносить Мунро смертний вирок, щоб помститися за смерть свого брата й інших жертв придушення Індійського повстання 1857 року.
Полковника Мунро прив'язують перед дулом великої гармати, щоб повинна вистрілити зранку (так само британці страчували повстанців). Нана в той час їду у сусіднє село. Ближче до світанку Мунро рятує його слуга Ґотімі, який сховався всередині гармати. Коли вони тікають, то стикаються з божевільною жінкою. Полковник визнає в ній свою дружину, та вона не впізнає чоловіка. Іскри від її смолоскипа спричиняють постріл з гармати. Мунро та Ґотімі тікають, поки повстанці збентежені пострілом. Але невдовзі їх помічають Калаґні та його люди, а на шляху назад до форту обоє зустрічають Нана Сахіба. Ґотімі та Мунро швидко перемагають Нану та його помічника. Інші повстанці на чолі з Калаґні женуться навздогін, але тут на підмогу приходять товариші верхи на Бегемоті. Вони беруть Нана Сахіба в полон і лишають його всередині Бегемота, поки переслідують його поплічників. Коли герої повертаються, котел Бегемота вибухає, хоча тіло Нани не вдається знайти. На допомогу прибуває британський полк, а решта повстанців тікають до внутрішньої частини країни.
Учасники експедиції прямують до Мумбая залізницею, а потім до Калькутти. Під опікою полковника його дружині повертається ясний розум. Коли Мунро розповідає Гуду про те, що йому не вдалося досягти мети вбити 50 тигрів, Гуд відповідає, що Калаґні був його 50-м тигром.

## Публікація
Перша публікація роману відбулась у журналі Етцеля «Magasin d’Éducation et de Récréation» від 1 грудня 1879 до 15 грудня 1880 року під заголовком «Паровий будинок. Подорож Північною Індією».
Уривки з роману автор читав в Ам'єнській академії 23 квітня 1880 року.
Окремим виданням роман (під тим же заголовком) первинно вийшов у двох книгах, перша — 5 липня, друга — 11 листопада 1880 року. Під такою ж назвою 15 листопада 1880 року вийшло ілюстроване видання роману (99 ілюстрацій Леона Бенетта); то був п'ятнадцятий «спарений» том «Незвичайних подорожей».
Пізніше неодноразово видавався з підзаголовками: «Демон Канпура» та «Тигри і зрадники».